# إسماعيل آغا كازروني
إسماعيل آغا كازروني (ولد في 1933 في المخارقة، المنامة، البحرين - توفي في 9 مايو 2009 في سار، البحرين) رجل أعمال بحريني.

## النشأة والتعليم
كازروني من مواليد المنامة (فريج المخارقة) في العام 1933.
تلقى تعليمه الإبتدائي في البحرين.

## المسيرة المهنية
بعد تخرجه من المدرسة مباشرة سافر إلى السعودية من أجل العمل وترقى في السلم الوظيفي حتى وصل إلى درجة مشرف محطات الضغط في شركة تب لاين.
في بداية الستينيات عاد إلى البحرين وعمل في شركة نفط البحرين (بابكو) وعمل حتى العام 1977 ووصل إلى درجة مشرف خزانات في سترة.
في العام 1977 استقال من شركة بابكو وأسس شركته الخاصة «رمسيس للهندسة» وتحت إدارته أصبحت الشركة من كبرى شركات الصناعات الثقيلة في المملكة وصدر منتجاته لمصانع النفط والغاز في الخليج العربي وحصلت شركة رمسيس على العديد من الجوائز والشهادات الدولية وأهمها جائزة خليفة بن سلمان للتفوق الصناعي وحصلت شركته على جائزة التميز في توظيف البحرينيين والسلامة المهنية من وزارة العمل.
عرف عنه حبه للأنشطة الخيرية والرياضية والاجتماعية فقد كان يهوى كرة القدم وكان من مؤسسي نادي المنامة وعضوا فخريا لنادي المنامة وكانت له مساهمات كبيرة في بناء منشآت نادي المنامة.
رئيس الاتحاد البحريني للأثقال وكمال الأجسام. الرئيس الفخري لنادي سار.
ترأس مأتم العجم الكبير واختير رئيسا للجنة إعادة البناء. كان مساهما في دعم العديد من الجمعيات الخيرية والمساجد والحسينيات.
كان يهوى التصوير والزراعة وحديقته في سار اختيرت كحديقة نموذجية وحصلت على عدة جوائز من معرض الحدائق الدولي للعام الثالث على التوالي.

## الحياة الشخصية
متزوج وله بنت وخمسة أولاد.

## الوفاة
توفي كازروني في 9 مايو 2009 وتم تشييعه من مأتم العجم الكبير إلى مثواه الأخير في مقبرة المنامة.